# Outrage (japanische Band)
Outrage ist eine japanische Thrash-Metal-Band aus Nagoya, die im Jahr 1982 gegründet wurde.

## Geschichte
Die Band wurde im Jahr 1982 von Yosuke Abe (E-Gitarre), Yoshihiro Yasui (E-Bass), Shinya Tange (Schlagzeug) und Kazutoyo Ito (Gesang) gegründet. Zusammen spielten sie anfangs in einigen Clubs einige Coverversionen aus dem New Wave of British Heavy Metal. Im 1986 stieg Ito aus der Band aus und wurde durch Naoki Hashimoto ersetzt. Im Jahr 1987 veröffentlichten sie ihre erste EP namens Outrage. Das Debütalbum folgte dann im Jahr 1988 mit dem Namen Black Clouds. In den nächsten beiden Jahren folgten mit Blind to Reality und The Great Blue weitere Alben. Im Jahr 1991 nahmen sie mit Produzent Stefan Kaufmann das nächste Album The Final Day auf und veröffentlichten es noch im selben Jahr.
Im Jahr 1992 trat die Band als Eröffnungsband für Panteras erste Tour durch Japan auf, zusammen mit Corrosion of Conformity und GBH. Das nächste Album Spit folgte im Jahr 1993. Im Jahr 1995 erschien mit Life Until Deaf das sechste Studioalbum, dem im Jahr 1997 mit Who We Are das siebte folgte. Im Jahr 1999 trennte sich die Band von Sänger Naoki Hashimoto. Im Jahr 2000 gründete die Band ihr Label 30min. Records und die restlichen drei Mitglieder entschieden sich zu dritt fortzufahren, anstatt nach einem neuen Sänger zu suchen. Nachdem sie die EPs Volume One und Play Loud in den Jahren 2001 und 2002 veröffentlicht hatten, erschien mit 24-7 ihr achtes Studioalbum im Jahr 2002. Um das 20-jährige Bestehen der Band zu feiern, wurde im Jahr 2003 die Kompilation Nagoya Noise Pollution Orchestra veröffentlicht, das nächste Album mit dem Namen Cause for Pause erschien im Folgejahr.
Sänger Naoki Hashimoto kehrte im Jahr 2007 zur Band zurück und ging mit der Band zusammen auf Tour und trat mit dieser auf diversen Konzerten und Festivals auf. Im Jahr 2008 wurde The Years of Rage veröffentlicht, eine CD und DVD, auf der Aufnahmen von der Tour des Jahres 2007 enthalten waren. Im selben Jahr erschien die Kompilation Awakening 2008 auf der neu aufgenommene Stücke der Alben The Final Day und Life Until Deaf enthalten waren.
Zusammen mit Produzent Fredrik Nordström begab sich die Band im September 2009 ins Studio Fredman und veröffentlichte das Album Outrage im November desselben Jahres nach ihrem Auftritt auf dem Loud Park Festival. Das Album war das erste Studioalbum seit 12 Jahren mit Sänger Hashimoto. Anfang 2011 ging die Band auf Tour und wurde im März mit dem Aichi Prefecture Cultural Art Prize für das kontinuierliche, musikalische Engagement in ihrer Heimatstadt Nagoya ausgezeichnet. Zudem wurde von Takayuki Yamada ein Dokumentarfilm namens Shine on Travelogue of Outrage aufgenommen, dieser wurde in Tokyo und Nagoya ausgestrahlt und im März als DVD veröffentlicht.

## Stil
Charakteristisch für den Stil der Band ist die einfach gehaltene Struktur der Lieder sowie die hohe Geschwindigkeit des Schlagzeugs. Die Band wird als eine Mischung der Stile von Grave Digger, Rage und Danzig beschrieben. Die Lieder sind trotz ihrer hohen Aggressivität melodisch gehalten.

## Diskografie

### Studioalben
- Demo (Demo, 1986, Selbstverlag)
- Black Clouds (1988, Polydor)
- Blind to Reality (1989, Polydor)
- The Great Blue (1990, Polydor)
- Outrageous Compilation (Kompilation, 1991, Polydor)
- The Final Day (1991, Polydor)
- Spit (Album, 1993, Warner Music Group)
- Life Until Deaf (1995, East West Japan)
- Days of Rage 1986-1991 (Kompilation, 1995, Polydor)
- Who We Are (1997, East West Japan)
- It’s Packed! (Kompilation, 1997, East West Japan)
- 24-7 (2002, 30 Min. Records)
- Nagoya Noise Pollution Orchestra (Kompilation, 2003, 30 Min. Records)
- Live & Rare Vol.1 (Livealbum, 2003, Selbstverlag)
- Cause for Pause (2004, JVC/Victor Entertainment)
- Live & Rare Vol.2 (Livealbum, 2007, Selbstverlag)
- Awakening 2008 (Kompilation, 2008, JVC)
- Outrage (2009, Victory Entertainment)
- Discover Box (Boxset, 2010, Universal Music Group)
- Live! Rise and Shine (Livealbum, 2010, Victory Entertainment)
- Outraged (2013, Universal International)
- Genesis I (2015, Universal International)
- Raging Out (2017)
- Run Riot (2020)

### EPs
- Outrage (EP, 1987, Polydor)
- Volume One (EP, 2001, 30 Min. Records)
- Play Loud (EP, 2002, 30 Min. Records)
- Deadbeat (2004, JVC/Victor Entertainment)
- Axe Crazy (2019)

### Singles
- Love Song (1991)
- Deadbeat (2004)

### Videoalben
- The Official Bootleg (Video, 1992, Selbstverlag)
- The Official Bootleg 2 (Video, 1995, Selbstverlag)
- The Curtain of History – Old Whores and Encores (DVD, 2007, B.T.H.)
- The Years of Rage (DVD*CD, 2007, Victor Entertainment)
- Shine on Travelogue of Outrage (DVD, 2011, Victory Entertainment)
- Loud∞Out Fest 2016 (2016)
- Gokuaku-sai 2017 (極悪祭 2017) (2018)
- 11281 ~Ikaru~ (11281 ～怒～) (2018)
- Hagane Iro no Sora no Kanata he (鋼音色の空の彼方へ) (2023, Biografie-Film)
- Pulse→Signals (2023)